# یک مرد خوشبخت
یک مرد خوشبخت (دانمارکی: Lykke-Per) یک فیلم دانمارکی درام به کارگردانی بیله آگوست است که در سال ۲۰۱۸ منتشر شد.